# Verlamion

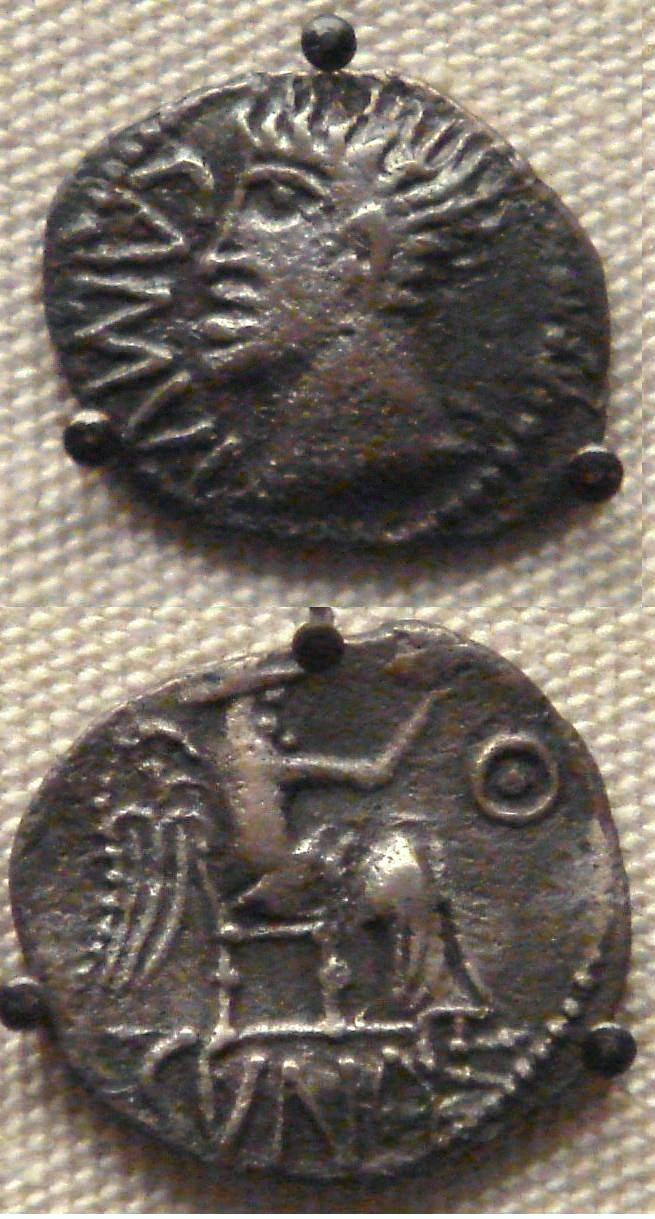
Monety bite za panowania Cunobelinusa

Verlamion lub Verlamio – główny ośrodek plemienia celtyckiego Catuvellauni od I wieku p.n.e. do ok. 43 n.e., czyli inwazji Rzymian na Brytanię.

## Ewidencja archeologiczna
Pierwsze znane osadnictwo w rejonie dzisiejszego miasta St Albans to osada z epoki żelaza datowana na koniec I wieku p.n.e. – I połowę I wieku n.e. Amatorskie badania archeologiczne wykonane w latach 30 XX wieku wykazały, iż osada usytuowana była w dzisiejszym lesie Prae Wood (na północny zachód od Bluehouse Hill Road, przy Hampstead Road). Późniejsze ekspertyzy wykazały, że osadnictwo rozciągało się w dolinie rzeki Ver, w miejscu gdzie powstało późniejsze miasto rzymskie.
Przyjmuje się, że Verlamion zostało centralnym ośrodkiem plemienia za panowania Tasciovanusa (ok. 20 p.n.e. - 10 n.e.). Ośrodek rozrastał się i za panowania Cunobelinusa, osada została ufortyfikowana poprzez otoczenie jej fosą i palisadą po jej stronie wewnętrznej.
Podczas wykopalisk nie natrafiono na pozostałości domów, lecz znaleziono cegły z okresu przedrzymskiego. Na podstawie znalezisk udokumentowano, że w Verlamion istniały warsztaty tkackie. Zarejestrowano także ceramikę importowaną z rejonu Morza Śródziemnego oraz importy z Galii.

## Nazwa
Osada nosiła nazwę Verlamion, co prawdopodobnie oznaczało "nad stawem", która powstała od stawu rybnego znajdującego się po północnej stronie rzeki. Na lokalnych monetach z okresu przedrzymskiego pojawia się nazwa Verlamio.

## Okres rzymski
Po rzymskim podboju i rozpoczęciu osadnictwa miejscowość znana jest pod łacińską nazwą Verulamium. Dużo później, na pobliskim wzgórzu (dzisiaj Holywell Hill), wykorzystując budulec z opuszczonego Verulamium wybudowano klasztor. Od tamtego czasu miasto znane jest jako St Albans.